# Матухин, Ник
Ник (Никита) Матухин (нем. Nick Matuhin; 9 апреля 1986, с. Кривандино, Шатурский район, Московская область, РСФСР, СССР) — немецкий борец вольного стиля, участник Олимпийских игр 2012 года в Лондоне.

## Карьера
Ник Матухин приехал в Германию с родителями в начале 2000-х годов. С 2001 года он начал заниматься борьбой в Луккенвальде. С 2002 года он занимался в средней школе со спортивным уклоном Фридриха Людвига Яна в Луккенвальде. В спортивном клубе Луккенвальдер его тренировал Хайко Рёлль, а в старшей школе - Олаф Бок и Михаэль Кляйншмидт. В юношеской сборной Германии, а позже и в национальную сборной его наставником был Александр Лайпольд. В августе 2012 года на Олимпийских играх в Лондоне на стадии 1/8 финала уступил Артуру Таймазову из Узбекистана, который вышел в финал и получил возможность побороться в утешительных схватках, где проиграл иранцу Комейлу Гасеми, в итоге после дисквалификации Таймазова и грузина Давита Модзманашвили занял итоговое 15 место. Из-за болезни Ник Матухин смог воспользоваться лишь одним шансом пройти отбор на Олимпиаду в Рио-де-Жанейро, в мае 2016 года Стамбуле на европейской квалификации, однако там он потерпел поражение от будущего бронзового призёра Олимпийских игр в Рио-де-Жанейро Ибрагима Саидова из Белоруссии.

## Спортивные результаты
- Чемпионат Европы по борьбе среди кадетов 2006 — 5;
- Чемпионат Европы по борьбе среди кадетов 2007 — ;
- Чемпионат мира по борьбе среди юниоров 2007 — 5;
- Чемпионат Европы по борьбе среди юниоров 2008 — 5;
- Чемпионат мира по борьбе среди юниоров 2008 — 10;
- Чемпионат Европы по борьбе среди юниоров 2009 — ;
- Чемпионат Европы по борьбе 2011 — 5;
- Чемпионат мира по борьбе 2011 — 19;
- Чемпионат Европы по борьбе 2012 — 5;
- Олимпийские игры 2012 — 15;
- Чемпионат Европы по борьбе 2013 — 5;
- Чемпионат Европы по борьбе 2014 — 11;
- Чемпионат мира по борьбе 2014 — 9;
- Европейские игры 2015 — 12;
- Чемпионат мира по борьбе 2015 — 19;
- Чемпионат Европы по борьбе 2016 — 11;
- Чемпионат Европы по борьбе 2019 — 8;
- Европейские игры 2019 — 11;
- Чемпионат мира по борьбе 2019 — 10;
- Чемпионат Европы по борьбе 2020 — 8;